# 500 Milhas de Indianápolis de 2019
A 103ª edição das 500 Milhas de Indianápolis (creditada oficialmente como "103rd Indianapolis 500 presented by Gainbridge") foi a sexta etapa do calendário de corridas da temporada de 2019 da IndyCar Series. Disputada no dia 26 de maio no Indianapolis Motor Speedway, localizado na cidade de Speedway, em Indiana,, teve como vencedor o francês Simon Pagenaud, da equipe Penske, seguido por Alexander Rossi (Andretti Autosport) e Takuma Sato (Rahal Letterman Lanigan Racing). O vencedor da edição de 2018, o australiano Will Power, também da Penske, ficou em quinto lugar. A vitória de Pagenaud quebrou um tabu francês que durava desde a edição de 1920, quando Gaston Chevrolet foi o vencedor.
Entre os novatos, o melhor desempenho foi do norte-americano Santino Ferrucci, que terminou a corrida em 7º lugar. Os brasileiros tiveram desempenho mediano: Tony Kanaan, da A. J. Foyt Enterprises, ficou em 9º, enquanto o seu companheiro de equipe Matheus Leist fechou em 15º, e Hélio Castroneves, que chegou a ser punido após um incidente nos boxes com o australiano James Davison (Dale Coyne Racing with Byrd/Hollinger/Belardi) e ficou 2 voltas atrás dos líderes, terminou a prova na 18ª posição.
O hino nacional norte americano foi interpretado pela cantora Kelly Clarkson, "Back Home Again In Indiana" ficou novamente por conta do tenor Jim Cornelison, enquanto que a bandeira verde foi dada pelos atores Christian Bale e Matt Damon.

## Pilotos inscritos
Além dos 20 pilotos que disputarão a temporada completa, inscreveram-se para a corrida (excluindo os pilotos que disputarão outras etapas além das 500 Milhas):
- James Davison (Dale Coyne Racing): tentará pela sexta vez a classificação para o grid das 500 Milhas ao serviço da Dale Coyne, em sua quarta inscrição pelo time (anteriormente, disputou a prova pelas equipes KV Racing, em 2014, e Foyt, em 2018), inscrevendo um terceiro carro em associação com Jonathan Byrd's Racing, Hollinger e Belardi Auto Racing, equipe da Indy Lights.[7]
- Conor Daly (Andretti Autosport): Depois de ter participado da prova em 2018 pela equipe Dale Coyne Racing, Daly assinou com a Andretti Autosport para disputar as 500 Milhas de 2019, com o patrocínio da Força Aérea Americana[8]
- Pippa Mann (Clauson-Marshall Racing): Após 6 participações seguidas como pilota da Dale Coyne, a inglesa disputará a Indy 500 pela Clauson-Marshall Racing, equipe fundada em 2016 em homenagem a Bryan Clauson, falecido em um violento acidente num oval de terra no Kansas.[9]
- Sage Karam (Dreyer & Reinbold Racing): pela quarta edição seguida, o norte-americano disputará apenas a Indy 500 como piloto da Dreyer & Reinbold, e novamente sem apoio oficial de outra equipe.[10]
- Fernando Alonso (McLaren Racing): depois da surpreendente participação na edição de 2017, o bicampeão de Fórmula 1 desta vez tentará disputar a corrida pela segunda vez, desta vez pela McLaren, que ao contrário de 2 anos antes (quando se associou à Andretti Autosport), usará um carro próprio.[11]
- Jordan King (Rahal Letterman Lanigan Racing): sem vaga no grid fixo, o inglês fará sua primeira participação nas 500 Milhas após assinar com a RLL, pilotando o carro #42.[12]
- J. R. Hildebrand (Dreyer & Reinbold Racing): pela segunda edição seguida inscrito em um segundo carro da Dreyer & Reinbold, o segundo colocado das 500 Milhas de 2011 pilotará o #48 em homenagem a Dan Gurney, ex-piloto de Fórmula 1 e NASCAR (disputou a prova 9 vezes, com 2 segundos lugares como melhor resultado)[13].
- Oriol Servià (Arrow Schmidt Peterson Motorsports): depois de ter participado da edição de 2018 com a equipe Rahal-Letterman Lanigan, o espanhol tentará novamente a classificação para o grid pela SPM, pela qual disputou a prova em 2016 e 2017, em associação com a Team Stange Racing, que faz sua estreia na IndyCar[14].

## Treino classificatório eBump Day
| Pos.                           | No.                            | Piloto                         | Equipe                                                        | Motor                          | Vel.                           |
| Classificados para o Fast Nine | Classificados para o Fast Nine | Classificados para o Fast Nine | Classificados para o Fast Nine                                | Classificados para o Fast Nine | Classificados para o Fast Nine |
| ------------------------------ | ------------------------------ | ------------------------------ | ------------------------------------------------------------- | ------------------------------ | ------------------------------ |
| 1                              | 22                             | Simon Pagenaud                 | Team Penske                                                   | Chevrolet                      | 229.992                        |
| 2                              | 20                             | Ed Carpenter                   | Ed Carpenter Racing                                           | Chevrolet                      | 229.889                        |
| 3                              | 21                             | Spencer Pigot                  | Ed Carpenter Racing                                           | Chevrolet                      | 229.826                        |
| 4                              | 63                             | Ed Jones                       | Ed Carpenter Racing with Scuderia Corsa                       | Chevrolet                      | 229.646                        |
| 5                              | 88                             | Colton Herta R                 | Harding Steinbrenner Racing                                   | Honda                          | 229.086                        |
| 6                              | 12                             | Will Power W                   | Team Penske                                                   | Chevrolet                      | 228.645                        |
| 7                              | 18                             | Sébastien Bourdais             | Dale Coyne Racing with Vasser-Sullivan                        | Honda                          | 228.621                        |
| 8                              | 2                              | Josef Newgarden                | Team Penske                                                   | Chevrolet                      | 228.396                        |
| 9                              | 27                             | Alexander Rossi                | Andretti Autosport                                            | Honda                          | 228.247                        |
| Posições 10-33                 |                                |                                |                                                               |                                |                                |
| 10                             | 98                             | Marco Andretti                 | Andretti-Herta Autosport with Marco Andretti & Curb-Agajanian | Honda                          | 228.756                        |
| 11                             | 25                             | Conor Daly                     | Andretti Autosport                                            | Honda                          | 228.617                        |
| 12                             | 3                              | Hélio Castroneves W            | Team Penske                                                   | Chevrolet                      | 228.523                        |
| 13                             | 7                              | Marcus Ericsson R              | Arrow Schmidt Peterson Motorsports                            | Honda                          | 228.511                        |
| 14                             | 30                             | Takuma Sato W                  | Rahal Letterman Lanigan Racing                                | Honda                          | 228.300                        |
| 15                             | 33                             | James Davison                  | Dale Coyne Racing with Byrd/Hollinger/Belardi                 | Honda                          | 228.273                        |
| 16                             | 14                             | Tony Kanaan W                  | A. J. Foyt Enterprises                                        | Chevrolet                      | 228.120                        |
| 17                             | 15                             | Graham Rahal                   | Rahal Letterman Lanigan Racing                                | Honda                          | 228.104                        |
| 18                             | 9                              | Scott Dixon W                  | Chip Ganassi Racing                                           | Honda                          | 228.100                        |
| 19                             | 77                             | Oriol Servià                   | Team Stange Racing with Arrow Schmidt Peterson                | Honda                          | 227.991                        |
| 20                             | 23                             | Charlie Kimball                | Carlin                                                        | Chevrolet                      | 227.915                        |
| 21                             | 48                             | J. R. Hildebrand               | Dreyer & Reinbold Racing                                      | Chevrolet                      | 227.908                        |
| 22                             | 28                             | Ryan Hunter-Reay W             | Andretti Autosport                                            | Honda                          | 227.877                        |
| 23                             | 19                             | Santino Ferrucci R             | Dale Coyne Racing                                             | Honda                          | 227.731                        |
| 24                             | 4                              | Matheus Leist                  | A. J. Foyt Enterprises                                        | Chevrolet                      | 227.717                        |
| 25                             | 60                             | Jack Harvey                    | Meyer-Shank Racing with Arrow Schmidt Peterson                | Honda                          | 227.695                        |
| 26                             | 42                             | Jordan King R                  | Rahal Letterman Lanigan Racing                                | Honda                          | 227.502                        |
| 27                             | 81                             | Ben Hanley R                   | DragonSpeed                                                   | Chevrolet                      | 227.482                        |
| 28                             | 26                             | Zach Veach                     | Andretti Autosport                                            | Honda                          | 227.341                        |
| 29                             | 10                             | Felix Rosenqvist R             | Chip Ganassi Racing                                           | Honda                          | 227.297                        |
| 30                             | 39                             | Pippa Mann                     | Clauson-Marshall Racing                                       | Chevrolet                      | 227.244                        |
| 31                             | 24                             | Sage Karam                     | Dreyer & Reinbold Racing                                      | Chevrolet                      | 227.740                        |
| 32                             | 5                              | James Hinchcliffe              | Arrow Schmidt Peterson Motorsports                            | Honda                          | 227.543                        |
| 33                             | 32                             | Kyle Kaiser                    | Juncos Racing                                                 | Chevrolet                      | 227.372                        |
| Não se classificaram           |                                |                                |                                                               |                                |                                |
| 34                             | 66                             | Fernando Alonso                | McLaren Racing                                                | Chevrolet                      | 227.353                        |
| 35                             | 31                             | Patricio O'Ward R              | Carlin                                                        | Chevrolet                      | 227.092                        |
| 36                             | 59                             | Max Chilton                    | Carlin                                                        | Chevrolet                      | 226.192                        |
|                                |                                |                                |                                                               |                                |                                |

## Resultado oficial
| Posição            | Número | Piloto                | Equipe                                                               | Motor     | Voltas Completadas | Tempo/Abandono    | Pit Stops | Classificação | Voltas Lideradas | Pontos |
| ------------------ | ------ | --------------------- | -------------------------------------------------------------------- | --------- | ------------------ | ----------------- | --------- | ------------- | ---------------- | ------ |
| 1                  | 22     | Simon Pagenaud        | Team Penske                                                          | Chevrolet | 200                | 2:50:39.2797      | 6         | 1             | 116              | 112    |
| 2                  | 27     | Alexander Rossi (W)   | Andretti Autosport                                                   | Honda     | 200                | +0.2086           | 6         | 9             | 22               | 82     |
| 3                  | 30     | Takuma Sato (W)       | Rahal Letterman Lanigan Racing                                       | Honda     | 200                | +0.3413           | 8         | 14            | 3                | 71     |
| 4                  | 2      | Josef Newgarden       | Team Penske                                                          | Chevrolet | 200                | +0.8979           | 6         | 8             | 21               | 67     |
| 5                  | 12     | Will Power (W)        | Team Penske                                                          | Chevrolet | 200                | +1.6173           | 6         | 6             | 7                | 65     |
| 6                  | 20     | Ed Carpenter          | Ed Carpenter Racing                                                  | Chevrolet | 200                | +1.9790           | 6         | 2             | 7                | 65     |
| 7                  | 19     | Santino Ferrucci (R)  | Dale Coyne Racing                                                    | Honda     | 200                | +2.8055           | 6         | 23            | 1                | 53     |
| 8                  | 28     | Ryan Hunter-Reay (W)  | Andretti Autosport                                                   | Honda     | 200                | +4.0198           | 6         | 22            | 0                | 48     |
| 9                  | 14     | Tony Kanaan (W)       | A. J. Foyt Enterprises                                               | Chevrolet | 200                | +4.7708           | 8         | 16            | 0                | 44     |
| 10                 | 25     | Conor Daly            | Andretti Autosport                                                   | Honda     | 200                | +5.3459           | 6         | 11            | 0                | 40     |
| 11                 | 5      | James Hinchcliffe     | Arrow Schmidt Peterson Motorsports                                   | Honda     | 200                | +5.4821           | 8         | 32            | 0                | 38     |
| 12                 | 33     | James Davison         | Dale Coyne Racing with Byrd/Hollinger/Belardi                        | Honda     | 200                | +6.2250           | 6         | 15            | 0                | 36     |
| 13                 | 63     | Ed Jones              | Ed Carpenter Racing with Scuderia Corsa                              | Chevrolet | 200                | +7.5500           | 8         | 4             | 0                | 40     |
| 14                 | 21     | Spencer Pigot         | Ed Carpenter Racing                                                  | Chevrolet | 200                | +8.5566           | 8         | 3             | 4                | 40     |
| 15                 | 4      | Matheus Leist         | A. J. Foyt Enterprises                                               | Chevrolet | 200                | +10.4153          | 7         | 24            | 0                | 30     |
| 16                 | 39     | Pippa Mann            | Clauson-Marshall Racing                                              | Chevrolet | 200                | +12.9803          | 6         | 30            | 0                | 28     |
| 17                 | 9      | Scott Dixon (W)       | Chip Ganassi Racing                                                  | Honda     | 200                | +14.7595          | 7         | 18            | 13               | 27     |
| 18                 | 3      | Hélio Castroneves (W) | Team Penske                                                          | Chevrolet | 199                | +1 volta          | 9         | 12            | 0                | 24     |
| 19                 | 24     | Sage Karam            | Dreyer & Reinbold Racing                                             | Chevrolet | 199                | +1 volta          | 8         | 31            | 0                | 22     |
| 20                 | 48     | J. R. Hildebrand      | Dreyer & Reinbold Racing                                             | Chevrolet | 199                | +1 volta          | 9         | 21            | 0                | 20     |
| 21                 | 60     | Jack Harvey           | Meyer-Shank Racing with Arrow Schmidt Peterson                       | Honda     | 199                | +1 volta          | 9         | 25            | 0                | 18     |
| 22                 | 77     | Oriol Servià          | MotoGator Team Stange Racing with Arrow Schmidt Peterson Motorsports | Honda     | 199                | +1 volta          | 7         | 19            | 0                | 16     |
| 23                 | 7      | Marcus Ericsson (R)   | Arrow Schmidt Peterson Motorsports                                   | Honda     | 198                | +2 voltas         | 8         | 13            | 0                | 14     |
| 24                 | 42     | Jordan King (R)       | Rahal Letterman Lanigan Racing                                       | Honda     | 198                | +2 voltas         | 8         | 26            | 0                | 12     |
| 25                 | 23     | Charlie Kimball       | Carlin                                                               | Chevrolet | 196                | +4 voltas         | 7         | 20            | 0                | 10     |
| 26                 | 98     | Marco Andretti        | Andretti-Herta Autosport with Marco Andretti & Curb-Agajanian        | Honda     | 195                | +5 voltas         | 12        | 10            | 0                | 10     |
| 27                 | 15     | Graham Rahal          | Rahal Letterman Lanigan Racing                                       | Honda     | 176                | Batida            | 5         | 17            | 0                | 10     |
| 28                 | 10     | Felix Rosenqvist (R)  | Chip Ganassi Racing                                                  | Honda     | 176                | Batida            | 6         | 29            | 6                | 11     |
| 29                 | 26     | Zach Veach            | Andretti Autosport                                                   | Honda     | 176                | Batida            | 5         | 28            | 0                | 10     |
| 30                 | 18     | Sébastien Bourdais    | Dale Coyne Racing with Vasser-Sullivan                               | Honda     | 176                | Batida            | 5         | 7             | 0                | 13     |
| 31                 | 32     | Kyle Kaiser           | Juncos Racing                                                        | Chevrolet | 71                 | Batida            | 2         | 33            | 0                | 10     |
| 32                 | 81     | Ben Hanley (R)        | DragonSpeed                                                          | Chevrolet | 54                 | Problema mecânico | 1         | 27            | 0                | 10     |
| 33                 | 88     | Colton Herta (R)      | Harding Steinbrenner Racing                                          | Honda     | 3                  | Problema mecânico | 0         | 5             | 0                | 15     |
| OFFICIAL BOX SCORE |        |                       |                                                                      |           |                    |                   |           |               |                  |        |